# Нижний Починок (Кадуйский район)
Нижний Починок — деревня в Кадуйском районе Вологодской области.
Входит в состав Никольского сельского поселения (до 2015 года входила в Бойловское сельское поселение), с точки зрения административно-территориального деления — в Бойловский сельсовет.
Расположена на левом берегу реки Шухтовка. Расстояние по автодороге до районного центра Кадуя — 26 км, до центра сельсовета деревни Бойлово — 7 км. Ближайшие населённые пункты — Жуков Починок, Ивачево, Мыза.
По переписи 2002 года население — 14 человек.